# Microphis brachyurus aculeatus
Microphis brachyurus aculeatus is een ondersoort van de straalvinnige vissen uit de familie van de zeenaalden en zeepaardjes (Syngnathidae). De wetenschappelijke naam van de soort is voor het eerst geldig gepubliceerd in 1856 door Johann Jakob Kaup.